# Fernand Courty
| Planetoida      | Data odkrycia  |
| --------------- | -------------- |
| (384) Burdigala | 11 lutego 1894 |
| (387) Aquitania | 5 marca 1894   |

Fernand Courty (ur. 11 czerwca 1862, zm. 12 października 1921) – francuski astronom.
Od 1880 roku pracował w obserwatorium w Bordeaux, gdzie w 1894 roku odkrył dwie planetoidy. Prowadził także badania meteorologiczne.